# 堀江しのぶ
堀江 しのぶ（ほりえ しのぶ、1965年〈昭和40年〉8月18日 - 1988年〈昭和63年〉9月13日）は、日本のタレント、女優、歌手。本名は堀部 しのぶ（ほりべ しのぶ）。愛知県西春日井郡西枇杷島町（現：清須市）出身。血液型はA型。

## 来歴・人物
市邨学園高蔵高等学校（現：名古屋経済大学高蔵高等学校）在学中 の1983年（昭和58年）、クラリオンガールコンテストで平凡パンチ・アイドル賞を受賞、資質を認めた黒澤プロモーション（のちのイエローキャブ）に所属する。翌1984年4月25日には「ビキニ・バケーション/BOY」（キティレコード（現：ユニバーサルミュージック）、作詞：売野雅勇、作曲：松田良）で歌手デビュー。同楽曲は第10回日本テレビ音楽祭・新人賞部門にノミネートされている。
明るいキャラクターと健康的なプロポーションで人気アイドルとなり、ドラマやバラエティで活躍していた。巨乳ブームの先駆けでもあった。
1987年（昭和62年）頃、自ら「もう少し細くなりたい」とダイエットを実行し、体重が落ちて痩せたことからダイエットに成功したと喜んでいた。ところが、1988年の始め頃から腹痛や食欲不振などの体調不良を訴えるようになり、同年3月にはそれまで着ていた服が着られなくなるほど腹部が張る異変が起きたことから、ある医療機関を受診したところ、医師からもっと大きい病院で診察を受けるようにと紹介状を渡された。その後、同年4月8日に東京都内の病院で診察を受け、翌9日に緊急入院。当初、病名は「卵巣嚢腫」と発表されていたが、入院時には既にスキルス胃癌が卵巣にまで転移した末期癌の状態で、さらに6リットルもの腹水が溜まって癌性腹膜炎も併発しており、「余命2か月」と診断された。入院したことで一部週刊誌が堀江の重病説を報道していたが、堀江が所属するイエローキャブの社長・野田義治や家族の意向もあり、堀江本人には最後まで本当の病名が告知されなかった。
1988年5月頃には、病状が一旦回復したため名古屋市南区にある中京病院に転院。一時外出が許可され、母親と買物に出るなどしていたが、間もなく容体が悪化。同年8月18日には23歳の誕生日を病室で迎えたものの、自力でベッドから起き上がれないほど衰弱していた。それから26日後の1988年9月13日午前4時28分、スキルス胃癌のため死去。戒名は「麗光貞忍大姉」 。堀江の生涯最期の言葉は「私、仕事がしたい…」だった 。その言葉を聞いた野田は「しのぶ、仕事はたくさんあるからな。仕事、しような…」と優しく言ったが、堀江がそれに答えることはなかったという。

## エピソード
- クラリオンガールコンテストでの審査終了後、野田義治は堀江しのぶに名刺を差し出し「うちで仕事をしてみないか」と誘ったが、堀江は「この名刺には、労働大臣認可のマークがないので、お受けできません」と言った。野田は説明しながら「このコはしっかりしている」と思った[10]。
- 映画『乱』（1985年、東宝）への出演が決まったが、黒澤明の監督作品であり同作の撮影のため2年間ほかのスケジュールを入れられないことが判り、やむなく断念した[10]。
- 1986年（昭和61年）夏頃[いつ?]、テレビ番組『ビートたけしのスポーツ大将』の1コーナーとして後楽園球場で行われた野球のハーフタイムで歌を披露したことがある。
  - 堀江しのぶ「最近の娘」（小出広美の「最近のム・ス・メ」と同曲。）
  - 南野陽子「さよならのめまい」「風のマドリガル」など
  - 八木さおり 「瞳で片想い」
- 幼少時より麻丘めぐみの大ファンで、堀江は麻丘に憧れて芸能界入りしたという[11]。麻丘とは1987年にTBS系ドラマ『すてきな三角関係 壁際族に花束を』で共演した。
- 『毎度おさわがせします』（TBS）で共演した板東英二や『ザ・テレビ演芸』（テレビ朝日）で共演した横山やすしからは、娘のようにかわいがられていた。
- 堀江はどんな仕事でも嫌がらず積極的にこなし、ほとんどの女性タレントが生理時にはNGとしている水着グラビア撮影も対策を講じ積極的に撮影に臨んでいたという。水着グラビアのモデルとしての最後の仕事は平凡パンチのグラビアであった。
- 堀江が息を引き取った際、野田は堀江の両親から批難されることなどを覚悟していたが、両親は深々と頭を下げ、「野田さん。長い間、ありがとうございました」と言われたので、野田はかえって切なさで胸が締めつけられたという。また、堀江が亡くなった直後に両親へ横山やすしから電話が入り、「どうか気を落とさんようにしてください」と優しい口調で語りかけたという。芸能関係者で一番早く電話をかけてきたのが横山だった[10]。
- 細川ふみえは芸能界に入る前、堀江しのぶの大ファンであり、堀江の訃報をテレビで知った時、声をあげて泣いた[10]。
- 堀江は生涯スキャンダルには無縁であった。父親と母親も、娘は恋を知らぬまま逝ったと思っている[10]。

## 出演

### 映画
- ザ・サムライ（1986年、東映）[1] - 血祭あさぎ 役
- 愛しのハーフ・ムーン（1987年、日活） - 杉野レイ子 役
- クレイジーボーイズ（1988年、松竹） - 金子信子 役　※遺作

### テレビ

#### ドラマ
- さよならを教えて（1983年、TBS）
- のんき君 第2話・第3話（1984年、フジテレビ）
- 野球狂の詩（1985年1月、フジテレビ）
- 毎度おさわがせします 第1シリーズ・第2シリーズ（1985年 - 1986年、TBS） - 大沢理恵 役
- 真田太平記（1985年、NHK総合） - 三輪 役
- 誇りの報酬（1985年10月 - 1986年9月、日本テレビ） - 吉野さゆり 役
- 早春物語〜私、大人になります〜（1986年、TBS） - 牧邦子 役
- 金曜日には花を買って（1986年 - 1987年、TBS） - リカちゃん 役
- 西田敏行の泣いてたまるか（1986年、TBS）
- 男が泣かない夜はない（1987年、フジテレビ） - 榎本千春 役
- すてきな三角関係 壁際族に花束を（1987年、TBS）
- 男女7人秋物語（1987年、TBS）[1] - 沖中品子 役
- 赤ちゃんに乾杯!（1987年、TBS） - 紅香 役
- 花へんろ 風の昭和日記（1988年、NHK総合）
- 土曜ワイド劇場 美人レポーター殺人事件（1988年、テレビ朝日）
- 東芝日曜劇場 バッグレディに春が来た!（1988年、CBC[注 2]） - ドラマは完成していたが、女性ホームレスを題材にした内容にTBSの社内点検でホームレス蔑視の危険があるとして直前に放送中止、「お蔵入り」となった[12][注 3]。
- 花王 愛の劇場 心変わり（1988年、TBS）
- 男と女のミステリー 女優 夏木みどりシリーズ 1「モンロー殺人事件」（1988年、フジテレビ）

#### クイズ番組
- ワールドクイズ ザ・びっくり地球人!（1987年 - 1988年、日本テレビ） - レギュラー解答者
- クイズ!!ひらめきパスワード（1987年 - 1988年、毎日放送）
- 巨泉・たけしの番組対抗ワールド・スタークイズ（1988年、日本テレビ） - 解答者
- クイズ・地球NOW（1988年、日本テレビ） - 司会

#### バラエティ
- チャームミントタイム（1984年、テレビ朝日） - 山本ひろ美、黒沢ひろみ、村上里佳子とともに「ミント・ガールズ」としてMC
- 花の女子校 聖カトレア学園（1985年、テレビ東京）
- コント山口君と竹田君のおじゃまします（1985年、TBS）
- ザ・テレビ演芸（1986年 - 1988年、テレビ朝日） - 6代目アシスタント
- コドモのおもちゃ（1988年、フジテレビ） - 司会
- 24時間テレビ「愛は地球を救う」（日本テレビ）
- 志村けんのバカ殿様（フジテレビ）
- 世界ビックリ大賞（日本テレビ）
- ドリフ大爆笑（フジテレビ）
- 志村けんのだいじょうぶだぁ（フジテレビ）
- タモリのいたずら大全集（フジテレビ）
- 新春スターかくし芸大会（フジテレビ）
- 爆笑サンドイッチ 八方・しのぶの見たら笑うでぇ!（朝日放送）
- 笑っていいとも! - テレフォンショッキング（フジテレビ）

#### 情報番組
- おはようスタジオ（テレビ東京)
- ヒロミツ・しのぶのスーパードラゴンズ（東海テレビ） - 初代アシスタント
- 終着駅ロマン紀行（1987年、テレビ朝日）

#### 歌番組
- レッツゴーヤング（NHK総合）
- ザ・ベストテン（TBS）

#### CM
- ユニーズ[注 4]

### イメージビデオ
- サマー・リフレイン（1987年、大陸書房）
- ときめき（1987年、大陸書房）
- ちょっぴり大人に（1988年、大陸書房）
- いつかは（1988年、大陸書房）
- あなたの胸に（1988年、パワースポーツ） - 2008年、アストロシステムジャパンによりDVD化。

## ディスコグラフィ

### シングル
| #                | 発売日        | タイトル             | B面                | 規格          | 規格品番      |
| Kitty Records    | Kitty Records | Kitty Records        | Kitty Records      | Kitty Records | Kitty Records |
| ---------------- | ------------- | -------------------- | ------------------ | ------------- | ------------- |
| 1st              | 1983年4月25日 | ビキニ・バケーション | BOY                | EP            | 7DS-0065      |
| 2nd              | 1983年9月25日 | 傷心                 | 渚のメモリー       | EP            | 7DS-0078      |
| 日本コロムビア   |               |                      |                    |               |               |
| 3rd              | 1985年4月21日 | 地下鉄マドンナ       | 唇に涙             | EP            | AH-584        |
| トーラスレコード |               |                      |                    |               |               |
| 4th              | 1987年4月6日  | タンゴゲーム         | ペパーミントタイム | EP            | 07TR-1153     |

### アルバム

#### オリジナルアルバム
|                | 発売日         | タイトル              | 規格           | 規格品番       |                |
| 日本コロムビア | 日本コロムビア | 日本コロムビア        | 日本コロムビア | 日本コロムビア | 日本コロムビア |
| -------------- | -------------- | --------------------- | -------------- | -------------- | -------------- |
| 1st            | 1985年6月21日  | これで少女にGood bye! | LP             | AF-7360        |                |
| 1st            | 1985年6月21日  | これで少女にGood bye! | CT             |                |                |

### 映像作品
|     | 発売日         | タイトル                            | 規格      | 規格品番   | レーベル                 |
| --- | -------------- | ----------------------------------- | --------- | ---------- | ------------------------ |
| 1st | 1984年         | もっと大胆に、もっとショッキングに… | VHS       | 6513-14    | ポリドール               |
| 1st | 1984年         | もっと大胆に、もっとショッキングに… | βマックス | 6213-14    | ポリドール               |
| 1st | 1984年         | もっと大胆に、もっとショッキングに… | LD        | JM034-0013 | レーザーディスク株式会社 |
| 2nd | 1985年4月      | これで少女にGood bye!               | VHS       | 88C69-9210 | 日本コロムビア           |
| 2nd | 1985年4月      | これで少女にGood bye!               | βマックス | 88C69-9710 | 日本コロムビア           |
| 2nd | 1985年5月21日  | これで少女にGood bye!               | LD        | 68C59-6078 | 日本コロムビア           |
| 3rd | 1986年12月21日 | あっ夢感                            | VHS       | C69-9310   | 日本コロムビア           |
| 3rd | 1986年12月21日 | あっ夢感                            | βマックス | C59-6178   | 日本コロムビア           |
| 3rd | 1986年12月21日 | あっ夢感                            | LD        | 88C69-9810 | 日本コロムビア           |

### タイアップ
| 楽曲               | タイアップ                                | 収録作品                 |
| ------------------ | ----------------------------------------- | ------------------------ |
| タンゴゲーム       | TBS系ドラマ『毎度おさわがせします』挿入歌 | シングル「タンゴゲーム」 |
| ペパーミントタイム | オリエント時計 キャンペーンソング         | シングル「タンゴゲーム」 |

## 書籍

### 写真集
- PHOTOGRAPHIC・MAGAZINE もっと大胆に、もっとショッキングに…（1984年、講談社、ISBN 4-06-101610-5）
- PHOTOGRAPHIC・MAGAZINE 20歳のわたしをあげる…（1985年、講談社、ISBN 4-06-101622-9）
- あっ夢感（1986年、ワニブックス、ISBN 4-8470-2033-2）
- 大胆素敵（1986年、リイド社）
- 堀江しのぶ―マドンナメイト写真集（マドンナ社、1986年、ISBN 4-576-86125-5）
- SO SEXY（1986年、近代映画社、ISBN 4-7648-1368-8）
- しのぶあい（1987年、近代映画社、ISBN 4-7648-1472-2）
- 穏やかな時（1988年、講談社、ISBN 4-06-101716-0）
- AMENITY（1988年、大陸書房、ISBN 4-8033-1474-8）
- Reborn（2002年、音楽専科社、ISBN 4-87279-107-X）
- Evergreen 永久保存版没後30年企画（2018年、双葉社、ISBN 978-4-575-31344-4）

## 演じた女優
- 小阪由佳：映画『巨乳をビジネスにした男』（2007年） - 堀川しおり（堀江しのぶがモデル） 役